# Provence-Alpes Agglomération
La communauté d'agglomération Provence-Alpes ou Provence-Alpes Agglomération est une communauté d'agglomération française créée le 21 octobre 2016 avec prise d'effet le 1er janvier 2017, située dans le département des Alpes-de-Haute-Provence, en région Provence-Alpes-Côte d'Azur. 
Elle est l'une des deux communautés d'agglomération des Alpes-de-Haute-Provence.

## Historique
La loi no 2015-991 du 7 août 2015 portant nouvelle organisation territoriale de la République, dite « loi NOTRe », impose aux établissements publics de coopération intercommunale à fiscalité propre une population supérieure à 15 000 habitants, avec des dérogations, sans pour autant descendre en dessous de 5 000 habitants.
Le schéma départemental de coopération intercommunale (SDCI), dévoilé en octobre 2015, proposait la fusion de cinq communautés de communes : Asse Bléone Verdon, du Pays de Seyne, de la Moyenne Durance, des Duyes et Bléone et de Haute Bléone. La nouvelle structure intercommunale (pôle dignois), qui deviendra une communauté d'agglomération, constituera « un pôle d'attraction et de transition entre l'ouest du département, organisé autour du pôle manosquin et le long du val de Durance, et l'est du département, […] à dominante rurale ».
Le retrait de Saint-Julien-d'Asse de la communauté de communes, afin qu'elle rejoigne le pôle manosquin, constitué par la communauté d'agglomération Durance Luberon Verdon, ayant été rejeté, aucune autre modification n'a été apportée après la réunion de la commission départementale de coopération intercommunale du 21 mars 2016, à l'issue de l'adoption du SDCI le 25 mars.
La communauté d'agglomération est créée par l'arrêté préfectoral no 2016-294-002 du 21 octobre 2016 ; elle portera le nom de « Provence Alpes Agglomération ».

## Territoire communautaire

### Géographie
La communauté d'agglomération est située du nord au sud du département des Alpes-de-Haute-Provence, dans l'arrondissement de Digne-les-Bains. Elle rassemble 1/3 de la population des Alpes-de-Haute-Provence.

### Composition
La communauté d'agglomération est composée des 46 communes suivantes :

| Nom                        | Code Insee | Gentilé           | Superficie (km2) | Population (dernière pop. légale) | Densité (hab./km2) |
| -------------------------- | ---------- | ----------------- | ---------------- | --------------------------------- | ------------------ |
| Digne-les-Bains (siège)    | 04070      | Dignois           | 117,07           | 17 694 (2022)                     | 151                |
| Aiglun                     | 04001      | Aiglenois         | 14,89            | 1 406 (2022)                      | 94                 |
| Archail                    | 04009      | Archailois        | 12,99            | 14 (2022)                         | 1,1                |
| Auzet                      | 04017      | Auzetans          | 34,53            | 102 (2022)                        | 3                  |
| Barles                     | 04020      | Barlatans         | 59,05            | 124 (2022)                        | 2,1                |
| Barras                     | 04021      | Barrasiens        | 20,8             | 142 (2022)                        | 6,8                |
| Beaujeu                    | 04024      | Beaujolais        | 45,68            | 122 (2022)                        | 2,7                |
| Beynes                     | 04028      | Beynois           | 41,24            | 121 (2022)                        | 2,9                |
| Bras-d'Asse                | 04031      | Bras-d'Assiens    | 26,1             | 559 (2022)                        | 21                 |
| Le Brusquet                | 04036      | Brusquetais       | 22,25            | 967 (2022)                        | 43                 |
| Le Castellard-Mélan        | 04040      | Castellardiens    | 25,74            | 62 (2022)                         | 2,4                |
| Le Chaffaut-Saint-Jurson   | 04046      | Chaffaudiers      | 36,2             | 689 (2022)                        | 19                 |
| Champtercier               | 04047      | Champtercierciens | 18,31            | 785 (2022)                        | 43                 |
| Château-Arnoux-Saint-Auban | 04049      | Jarlandins        | 18,34            | 5 095 (2022)                      | 278                |
| Châteauredon               | 04054      | Chateauredonnais  | 10,53            | 74 (2022)                         | 7                  |
| Draix                      | 04072      | Draixois          | 23,04            | 113 (2022)                        | 4,9                |
| Entrages                   | 04074      | Entrageois        | 22,61            | 100 (2022)                        | 4,4                |
| L'Escale                   | 04079      | Escalais          | 20,36            | 1 402 (2022)                      | 69                 |
| Estoublon                  | 04084      | Estoublonais      | 33,85            | 480 (2022)                        | 14                 |
| Ganagobie                  | 04091      | Ganagobiens       | 10,5             | 90 (2022)                         | 8,6                |
| Hautes-Duyes               | 04177      | Duyens            | 22,84            | 50 (2022)                         | 2,2                |
| La Javie                   | 04097      | Javidois          | 37,27            | 374 (2022)                        | 10                 |
| Majastres                  | 04107      | Malejactois       | 29,85            | 5 (2022)                          | 0,17               |
| Malijai                    | 04108      | Malijaiens        | 26,56            | 2 019 (2022)                      | 76                 |
| Mallefougasse-Augès        | 04109      | Fougassais        | 19,71            | 325 (2022)                        | 16                 |
| Mallemoisson               | 04110      | Mallemoissonnois  | 6,04             | 968 (2022)                        | 160                |
| Marcoux                    | 04113      | Marcousats        | 32,17            | 460 (2022)                        | 14                 |
| Les Mées                   | 04116      | Méens             | 65,4             | 3 992 (2022)                      | 61                 |
| Mézel                      | 04121      | Mézeliens         | 21,36            | 617 (2022)                        | 29                 |
| Mirabeau                   | 04122      | Mirabelains       | 18,22            | 508 (2022)                        | 28                 |
| Montclar                   | 04126      | Montclarnais      | 23,38            | 397 (2022)                        | 17                 |
| Moustiers-Sainte-Marie     | 04135      | Moustiérains      | 87,97            | 695 (2022)                        | 7,9                |
| Peyruis                    | 04149      | Peyruisiens       | 23,23            | 2 796 (2022)                      | 120                |
| Prads-Haute-Bléone         | 04155      | Pradins           | 165,64           | 174 (2022)                        | 1,1                |
| La Robine-sur-Galabre      | 04167      | Robinois          | 45,91            | 292 (2022)                        | 6,4                |
| Saint-Jeannet              | 04181      | Saint-Jeannois    | 21,14            | 48 (2022)                         | 2,3                |
| Saint-Julien-d'Asse        | 04182      | Saint-Juliennais  | 25,6             | 226 (2022)                        | 8,8                |
| Saint-Jurs                 | 04184      | Saint-Jursiens    | 33,59            | 137 (2022)                        | 4,1                |
| Saint-Martin-lès-Seyne     | 04191      | Saint-Marteynes   | 12,27            | 9 (2022)                          | 0,73               |
| Sainte-Croix-du-Verdon     | 04176      | Saint-Cruxiens    | 13,7             | 115 (2022)                        | 8,4                |
| Selonnet                   | 04203      | Selonnois         | 29,55            | 451 (2022)                        | 15                 |
| Seyne                      | 04205      | Seynois           | 84,27            | 1 365 (2022)                      | 16                 |
| Thoard                     | 04217      | Thoardais         | 43,69            | 741 (2022)                        | 17                 |
| Verdaches                  | 04235      | Verdachois        | 22,92            | 60 (2022)                         | 2,6                |
| Le Vernet                  | 04237      | Vernetois         | 23,05            | 124 (2022)                        | 5,4                |
| Volonne                    | 04244      | Volonnais         | 24,61            | 1 637 (2022)                      | 67                 |

### Démographie
| 1968   | 1975   | 1982   | 1990   | 1999   | 2009   | 2014   | 2020   |
| ------ | ------ | ------ | ------ | ------ | ------ | ------ | ------ |
| 34 650 | 36 310 | 37 478 | 40 786 | 42 929 | 47 822 | 47 288 | 47 759 |

## Administration

### Siège
Le siège de la communauté d'agglomération est situé à Digne-les-Bains.

### Les élus
Le conseil communautaire de la communauté d'agglomération se compose de 80 conseillers, élus pour une durée de six ans.
Ils sont répartis comme suit :
| Nombre de conseillers | Communes                   |
| --------------------- | -------------------------- |
| 22                    | Digne-les-Bains            |
| 7                     | Château-Arnoux-Saint-Auban |
| 4                     | Les Mées                   |
| 3                     | Peyruis                    |
| 2                     | Malijai, Volonne           |
| 1 (+1 suppléant)      | les 40 autres communes     |

### Présidence
| Nom, | Nom,                     | Parti | Début | Fin         | Fonctions                                                                                              |
| ---- | ------------------------ | ----- | ----- | ----------- | --- |
|      | Patricia Granet-Brunello | DVG   | 2017  | En fonction | Maire de Digne-les-Bains (2014-) Conseillère départementale du canton de Digne-les-Bains-2 (2015-2021) |

### Vice-présidents
|    | Nom, | Nom,               | Parti | Mandats                                                                                            | Qualité |
| -- | ---- | ------------------ | ----- | -------------------------------------------------------------------------------------------------- | --- |
| 01 |      | Patrick Martellini | PRG   | Maire de Château-Arnoux-Saint-Auban (2008-)                                                        | Délégué aux finances |
| 02 |      | Francis Hermitte   | PS    | Maire de Seyne (1989-2008, 2014-)                                                                  | Délégué à la stratégie touristique                                                                                      |
| 03 |      | Gilbert Reinaudo   | DVG   | Maire du Brusquet (2010-)                                                                          | Délégué aux ressources humaines                                                                                         |
| 04 |      | Denis Baille       | DVG   | Maire de Thoard (2008-)                                                                            | Délégué aux travaux |
| 05 |      | Patricia Brun      | DVG   | Maire de Moustiers-Sainte-Marie (2014-)                                                            | Déléguée à la gestion des services d’intérêt collectif (sport et loisirs, petite enfance, etc )                         |
| 06 |      | Gérard Paul        | PCF   | Maire des Mées (2012-)                                                                             | Délégué à la collecte, traitement et valorisation des déchets                                                           |
| 07 |      | Bernard Teyssier   |       | Digne-les-Bains                                                                                    | Délégué aux espaces environnementaux et équipements de pleine nature                                                    |
| 08 |      | Emmanuelle Martin  | DVG   | | Déléguée aux transports et à la mobilité                                                                                |
| 09 |      | Philip Nicolosi    |       | Digne-les-Bains                                                                                    | Délégué à la stratégie économique                                                                                       |
| 10 |      | Claude Fiaert      | PS    | Maire de L'Escale (2008-) Conseiller départemental du canton de Château-Arnoux-Saint-Auban (2015-) | Délégué à la culture et équipements culturels, coordination des manifestations d’intérêt communautaire et communication |
| 11 |      | Benoit Cazeres     |       | Maire de Selonnet (2016-)                                                                          | Délégué à la mutualisation, développement et évolution des compétences, et évaluation des politiques publiques          |
| 12 |      | Bruno Acciaï       | DVD   | Maire de La Robine-sur-Galabre (2014-)                                                             | Délégué à l’attractivité du territoire                                                                                  |
| 13 |      | Patrick Vivos      | DVG   | Maire de Peyruis (2014-)                                                                           | Délégué au développement durable                                                                                        |
| 14 |      | Gilles Chatard     | DVD   | Maire de Malijai (2014-)                                                                           | Délégué à la fabrique citoyenne et au conseil de développement                                                          |
| 15 |      | Philippe Pouleau   |       | Aiglun                                                                                             | Délégué au SCOT et PLUI, Equilibre social de l’habitat                                                                  |

#### Membres supplémentaires du bureau
| Nom | Nom              | Parti | Mandats                | Qualité                                                   |
| --- | ---------------- | ----- | ---------------------- | --------------------------------------------------------- |
|     | Gérard Esmiol    |       | Digne-les-Bains        | Délégué à la politique de la ville, CLSPD, gens du voyage |
|     | Pierre Suzor     | DVG   | Maire de Mézel (2008-) | Délégué au thermalisme                                    |
|     | Thibaut Le Corre |       | Digne-les-Bains        | Délégué aux infrastructures, données et usages numériques |

### Compétences
Le champ d'intervention de l'intercommunalité est structuré par trois catégories de compétences:
Les compétences obligatoires
Les compétences optionnelles
Les compétences facultatives

#### Le Schéma d'aménagement et de gestion des eaux du bassin versant du Verdon
Le projet de Schéma d'aménagement et de gestion des eaux (S.A.E.G.E.) du bassin versant du Verdon a été validé par la Commission Locale de l'Eau, le 13 septembre 2012.
L'hydrographie du parc naturel s'inscrit dans l'hydrographie d'ensemble du vaste bassin supérieur du Verdon, ce qui explique les mesures prises globalement pour la préservation des ressources en eau et du milieu naturel aquatique.
La commission locale de l'eau a validé 5 enjeux à traiter dans le "S.A.G.E. du Verdon" du département des Alpes-Maritimes faisant partie du périmètre du "S.A.G.E. du Verdon".
- Le bon fonctionnement des cours d'eau,
- La préservation du patrimoine naturel lié à l'eau,
- Le gestion équilibrée et durable de la ressource,
- La préservation de la qualité des eaux,
- La conciliation des usages et la préservation des milieux.

### Transports
L'agglomération gère :
- le réseau de bus Transports Intercommunaux Provence-Alpes Agglomération ;
- le réseau de bus RTUD, réseau de Digne-les-Bains depuis 2017.